# Rue de Thorigny
Rue de Thorigny je ulice v Paříži v historické čtvrti Marais. Nachází se ve 3. obvodu. Jean-Baptiste Claude Lambert de Thorigny, po kterém nese ulice jméno, byl prezidentem 2. komory žádostí pařížského parlamentu (1713–1727) a prévôt des marchands (1726–1729).

## Poloha
Ulice vede od Place de Thorigny a končí na křižovatce s Rue Debelleyme.

## Historie
Po nedokončeném projektu Place de France Jindřicha IV. zde zůstalo volné místo. Na počátku 18. století zde vznikly ulice Rue de Thorigny a Rue de la Perle.

## Zajímavé objekty
- dům č. 2: zde zemřela kurtizána Marion Delorme (1613–1650)
- dům č. 5: hôtel Salé, ve kterém sídlí Musée Picasso.
- domy č. 6, 8 a 10: postaveny společně v roce 1659.
- dům č. 7: původně zde stál hôtel Juigué, dnes je tu sídlo galerie Orbis pictus Archivováno 3. 7. 2021 na Wayback Machine.
- dům č. 8: v letech 1669–1672 zde bydlela Marie de Sévigné, než se přestěhovala do Rue de Montmorency
- dům č. 9: v roce 1815 zde bydlel Honoré de Balzac
- dům č. 13: moderní dům z cihel (1973) na místě bývalé zahrady městského paláce, který se nachází v Rue Vieille-du-Temple.